# Симосэляпсы
Симосэляпсы (лат. Simoselaps) — род змей из семейства аспидов, обитающих в Австралии.

## Описание
Общая длина представителей этого рода колеблется от 20 до 55 см. Голова широкая, морда имеет форму лопаты. Туловище стройное, коренастое, чешуя гладкая. Окраска состоит из ярких (оранжевых, красных и жёлтых) колец на тёмном фоне.
Яд не представляет угрозы для жизни человека.

## Образ жизни
Населяют полупустыни и пустыни. Большую часть жизни проводят под землёй, поэтому имеют плохое зрение. Хорошо роют норы и ходы под слоем почвы. Активны ночью, питаются мелкими ящерицами и яйцами пресмыкающихся.

## Размножение
Это яйцекладущие змеи. Самки откладывают от 3 до 6 яиц.

## Распространение
Являются эндемиками Австралии.

## Классификация
На сентябрь 2018 года в род включают 5 видов:
- Simoselaps anomalus (Sternfeld, 1919)
- Simoselaps bertholdi (Jan, 1859)
- Simoselaps bimaculatus (Duméril, Bibron & Duméril, 1854)
- Simoselaps littoralis (Storr, 1968)
- Simoselaps minimus (Worrell, 1960)